# Verkehrsintelligenz
Verkehrsintelligenz ist ein Fachbegriff der Verkehrswissenschaften, speziell der Verkehrspädagogik und Verkehrspsychologie. Er bezeichnet die Fähigkeit, sich souverän, gefahrenbewusst, partnerschaftlich und sicher im Verkehrsbereich zu bewegen, sein eigenes Können richtig einzuschätzen, Verkehrssicherungsmaßnahmen zu nutzen und mögliche Unfallszenarien vorausschauend zu vermeiden. 

## Definition
Der Verkehrsdidaktiker Siegbert A. Warwitz sieht in der Entwicklung der Verkehrsintelligenz die für einen Verkehrsteilnehmer höchste erreichbare Stufe der Verkehrskompetenz:
„Unter Verkehrsintelligenz verstehe ich ein praktisch wie kognitiv begründetes Leistungspotenzial, das in die Lage versetzt, konstruktiv und kreativ im Verkehr zu denken und zu handeln. Verkehrsintelligenz erlaubt es, auch neue, noch nicht erlebte Situationen durch selbstständige Übertragung von Erfahrungen oder durch im reinen Denken gewonnene Einsichten angemessen zu meistern.“
Im Hinblick auf die Fahreignung von Kraftfahrern meint der Verkehrspsychologe Bernd P. Rothenberger in einem Referat auf dem 38. Kongress für Verkehrspsychologie:
„Es scheint aus verkehrspsychologischer Sicht einleuchtend, dass es sich beim intelligenten Fahrverhalten eines guten Autofahrers um eine harmonische Kombination der Intelligenzform des Sehens und Raumdenkens, der Raum- und Körperintelligenz und der psychosozialen Intelligenz handelt. […] Verkehrsauffällig gewordene Kraftfahrer verfügen über eine gering entwickelte räumliche und eine gering entwickelte personale Intelligenz. Sie kommen mit der technisch hergestellten Distanz zwischen sich als Verkehrsteilnehmer und ihrer inneren Natur sowie zwischen ihrem Fahrverhalten und den äußern Verkehrsverhältnissen nicht mehr ausreichend gut zurecht.“

## Erwerb
Intelligentes Verhalten kann und muss gelernt werden. Verkehrsintelligenz entwickelt sich nach Warwitz als dritte Lernstufe über die Etappen Verkehrsgefühl und Verkehrssinn. Dabei steht der Lernprozess in ständigem Handlungsbezug und Erfahrungsaustausch mit realen Verkehrsabläufen und muss sich im tatsächlichen Verkehrsverhalten bewähren. Zur Manifestation von Verkehrsintelligenz ist der Erwerb der drei Qualitätsmerkmale Wissen, Können und Einstellung erforderlich. Das beinhaltet, dass Verkehrsintelligenz nicht nur als eine Technik oder Fertigkeit zu verstehen ist, dass Menschen also nicht schon durch das Wissen, was vernünftig und rücksichtsvoll ist, zu intelligenten Verkehrsteilnehmern werden. „Vielmehr müssen sie auch motiviert und Willens sein, sich intelligent zu verhalten.“ Verkehrsintelligenz wird insofern auch mit einem moralisch-ethischen Verhaltenskodex in Verbindung gebracht, der Verkehrsintelligenz zu einer wünschenswerten Tugend und Persönlichkeitseigenschaft macht.

## Bedeutung
„Die allgemeinen Teilnahmebedingungen am Straßenverkehr sowie das hohe Verkehrsteilnahmerisiko machen im personalen Sinne die Entwicklung einer solidarischen Verkehrsintelligenz aller Verkehrsteilnehmer und im sozialen Sinn die Entwicklung einer Kultur der Eigenverantwortlichkeit erforderlich“.
Als höchste Stufe der Verkehrskompetenz gewährleistet Verkehrsintelligenz optimal, sich selbstsichernd und souverän im Verkehrsbereich zurechtzufinden und vorausschauend und partnerfreundlich bewegen zu können.